# Big Cottonwood Canyon
El Big Cottonwood Canyon (Gran cañón árbol de algodón)  es un cañón en la Cordillera Wasatch localizado a 12 millas (19,3 km) al sudeste de  Salt Lake City en el estado de Utah,  Estados Unidos. Las  15 millas (24,1 km) a largo del cañón permiten realizar actividades como: caminatas, ciclismo, acampar, escalar, y pescar en el verano. Sus dos pistas de esquí, Brighton y Solitude, son populares entre los esquiadores. The Big Cottonwood Canyon Scenic Byway, es la vía principal, que da acceso al cañón y recorre toda la longitud hasta la parte superior, que permite viajar a Park City (Utah) en el verano.

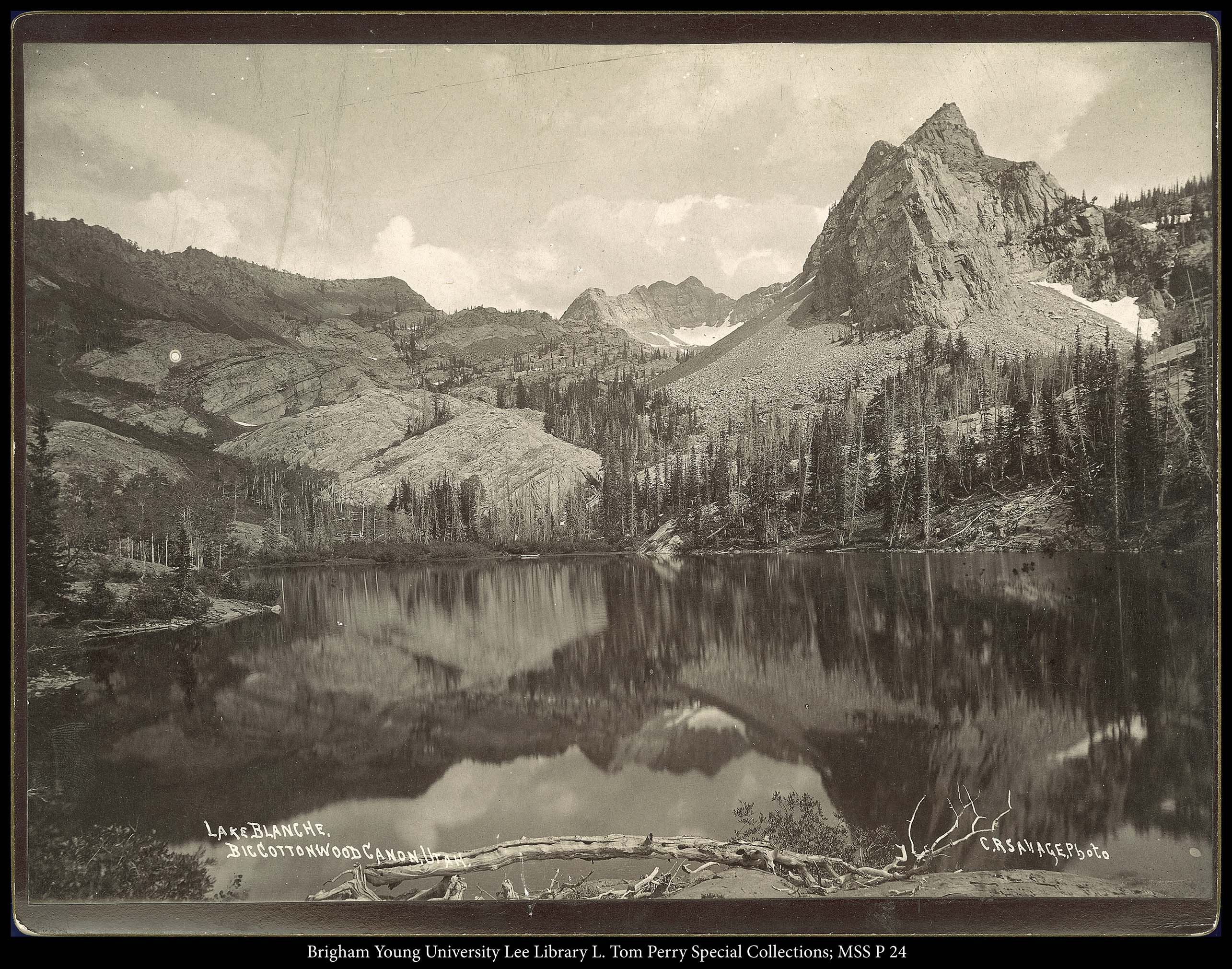
Lake Blanche, Big Cottonwood Canyon, en 1869

Guardsman Pass permanece cerrado durante los meses de invierno, es un popular destino para realizar excursiones entre los habitantes de Utah.
Las caminatas a los lagos de montaña del cañón son muy populares, cuenta con muchos senderos que llevan a lagos, como: Mary, Martha y Katherine. Las rutas más populares para hacer caminatas en el cañón conducen a los lagos Blanche, Florence y Lillian. El camino consta de 3,1 millas (5 km) de largo, desde que el cañón fue formado por el Big Cottonwood Creek, el cañón en forma de v consta de grandes e impresionantes rocas.
El cañón es un destino frecuente por la Utah Native Plant Society y la University of Utah que realizan excursiones botánicas y salidas de campo. El cañón y su contiguo el Little Cottonwood Canyon contiene una significativa biodiversidad y es el hogar de un gran número de plantas exóticas y endémicas. Un ejemplo es the Wasatch shooting-star, Dodecatheon dentatum var.utahense que sólo se conoce en el Big Cottonwood Canyon.
El Big Cottonwood Canyon es un cañón de cuenca que abastece de agua potable a Wasatch Front, por lo tanto las mascotas y otros animales domésticos no se permiten. En noviembre de 2011, una propuesta para construir una telecabina que vincula el Solitude Ski Resort atravesando el Big Cottonwood Canyon generó críticas sobre las preocupaciones acerca de su efecto en el terreno y los impactos en la cuenca.
Es común que la nieve aumenté hasta 15 pies (4,6 m) de altura en la cima del cañón, en primavera.

## Storm Mountain
Storm Mountain es un sitio popular para hacer picnics. Hace más de cien años R.D. Maxfield, Jr. construyó una casa para él y su familia. Pronto se convirtió en un lugar de relax para las comidas campestres. En el año 1930 el Cuerpo Civil de Conservación construyó un escenario pequeño para eventos públicos.

## S-Curve Area
S-Curve Area es una popular zona para escalar de Big Cottonwood Canyon. La mayoría de rutas están diseñadas con el fin de obtener una gran variedad de inclinaciones. Lo más relevante de esta área para escalar son los voladizos impresionantes que se encuentran en las diferentes rutas. S-Curve Area se encuentra a sólo 4,25 millas (6,8 km) de la boca del cañón.

## Sources
1. ↑  Canyons unveils proposed SkiLink gondola to connect with Solitude, The Deseret News, November 17, 2011.